# Ferrovie Statali della Repubblica Turca
Le Ferrovie Statali della Repubblica Turca (in turco, Türkiye Cumhuriyeti Devlet Demiryolları) o TCDD sono un'azienda statale turca a cui è affidata la gestione del servizio ferroviario nel Paese. Ha la propria sede centrale ad Ankara.

## Storia
L'impero ottomano ha costruito e organizzato la prima rete ferroviaria del Paese per una lunghezza di 4.136 Km di binari che vennero interamente nazionalizzati con la legge del 24 maggio 1924, n. 506.
Sino al 1953, la gestione delle ferrovie era di competenza di un ente pubblico incardinato nel ministero dei trasporti per poi divenire, dal 22 luglio dello stesso anno, un'impresa controllata sempre dal ministero dei trasporti denominata "Direzione generale delle ferrovie statali turche".
L'odierno assetto societario è stato disciplinato per mezzo della legge dell'8 giugno 1984, numero 233.

## Mappa

Mappa della rete ferroviaria TCDD